# Tammiku (Jõhvi)
Tammiku is een plaats in de Estlandse gemeente Jõhvi, provincie Ida-Virumaa. De plaats heeft de status van groter dorp of vlek (Estisch: alevik).
Tammiku grenst aan de gelijknamige wijk in het stadsdeel Ahtme van de stad Kohtla-Järve.

## Bevolking
De plaats had 291 inwoners op 31 december 2011 en 314 inwoners op 31 december 2021.